# ماشین جنگی (فیلم ۲۰۲۵)
ماشین جنگی (انگلیسی: War Machine) یک فیلم اکشن و علمی تخیلی آماده اکران به کارگردانی، تهیه‌کنندگی و نویسندگی پاتریک هیوز با بازی آلن ریچسون، دنیس کواید، استفان جیمز، جای کورتنی، آسای مورالس، بلیک ریچاردسون، کینان لانسدیل و دنیل وبر است.

## داستان
آخرین استخدام‌کنندگان یک اردوگاه عملیات ویژه که با نیرویی مرگبار از دنیایی دیگر روبرو می‌شوند.

## ساخت
فیلمبرداری در ۱۶ سپتامبر ۲۰۲۴ (۲۵ شهریور ۱۴۰۳) در ویکتوریا استرالیا آغاز شد.

## انتشار
این فیلم در آواخر سال ۲۰۲۵ یا در ابتدای سال ۲۰۲۶ منتشر می‌شود.